# CDS (motoryzacja)
CDS – system dynamicznej kontroli stabilności, który za pomocą czujników kąta kierownicy, prędkości kąta obrotu pojazdu oraz przyspieszenia bocznego wykrywa wszelką podsterowność lub nadsterowność.